# 다다월즈
다다월즈(Dadaworlds)는 광운대학교 건축학과 교수이자 벤처기업 ㈜다른생각다른세상(현재 ㈜너와플러스)의 대표인 신유진과 가상현실건축연구실 학생들이 개발 및 서비스를 시작한 3차원 가상 세계 서비스로서, 세계 최초의 3D 가상 현실 브라우저 서비스인 액티브 월드를 기반으로 하고 있다.
1999년에 개발되었으며, 3차원 채팅 프로그램에 건축 기술을 접목한 가상 현실 서비스로서 당시로서는 획기적인 서비스였다.
서비스를 개시한 2000년 초반 당시 최대 이용자가 10만명을 넘어설 정도로 큰 호응을 얻었으며 삼성증권, 삼성전자, 외환카드, 한양대병원 등 많은 업체가 입점을 하였다.
그러나 추가 콘텐츠 부족과 당시의 인프라 여건에 비해 너무나 앞서간 서비스로 인해 시간이 지나면서 이용자들의 이용률이 현저하게 떨어졌으며, 또한 결정적으로 IT 버블의 붕괴등으로 기업들이 입주하지 않고, 입주했던 기업들도 모두 빠져나가며 한순간에 인기가 사그라들었다.
2007년 말에 기존 다다월드를 리뉴얼한 '터23'을 새롭게 시범 서비스한다고 밝혔다. 다다월즈는 2010년에도 서비스가 지속되고 있으나 거의 명맥만 유지하고 있는 상태이기 때문에, 사실상 다다월즈에 접속할 수 있게 해 주는 유니버스 서버는 가동되지 않고 있고, 웹 사이트만 접속할 수 있는 상태이다.

## 같이 보기
- 세컨드 라이프
- 액티브 월드